# モハンマド・アリー・ラジャーイー
モハンマド・アリー・ラジャーイー（ペルシア語: محمدعلی رجایی, ラテン文字転写: Moḥammad-‘Alī Rajāī, 1933年7月15日 - 1981年8月30日）は、イランの政治家、教師。同国大統領（第2代）。また首相を務めた事もあり、首相在任時に外務大臣を兼任した。日本のメディアにおける旧表記はラジャイ。

## 経歴
ラジャーイーは1933年、ガズヴィーンに生まれた。1959年、タルビヤト・モアッレム大学から教育学の学位を得て卒業した。
イラン・イスラーム革命の強力な支持者であり、イラン諸大学における欧米の影響力排除の運動指導者であった。この活動はのちにイスラーム文化革命と称されることになる。さらにイランにおける70歳定年制導入の運動を始めた。

## 暗殺
1981年8月30日、ラジャーイー大統領はモハンマド・ジャヴァード・バーホナル首相とともに防衛最高評議会に出席。目撃者がのちに語ったところによると、信頼する補佐官がブリーフケースを会議室に持ち込み、大統領と首相のあいだに置いて立ち去った。別の人物がそれを開くと、それが引き金となり爆発。部屋は炎上し、ラジャーイー、バーホナルほか3人が殺害された。犯行は反体制武装組織であるモジャーヘディーネ・ハルグによって実行された。
大統領在職期間は16日であった。